# 19 Dywizjon Techniczny Obrony Powietrznej
19 dywizjon techniczny Obrony Powietrznej (19 dt OP) – pododdział Wojsk Obrony Przeciwlotniczej Sił Powietrznych stacjonujący w Gliwicach, podlegał dowódcy 1 Śląskiej Brygady Rakietowej Obrony Powietrznej. Dywizjon został rozformowany w 1999 roku.

## Historia
Zgodnie z rozkazem MON nr 005/Oper. z dnia 28 stycznia 1961, następnie zarządzeniem Szefa Sztabu Generalnego WP Nr 0012/Org. z dnia 9 lutego 1962 i rozkazem dowódcy 1 Korpusu OPK Nr 0030/Org. z 26 marca 1962, przystąpiono do formowania 19 Dywizjonu Technicznego OPK na bazie rozformowanych 96 i 89 Pułku Artylerii Przeciwlotniczej.
Zasadniczym sprzętem bojowym było oprzyrządowanie technologiczne do elaboracji rakiet dla 11, 12, 13 i 14 Dywizjonu Ogniowego 13 Dywizji.

## Dowódcy
- ppłk Jan Sobisiak – 1962–1964
- ppłk Ryszard Machowski – 1964–1979
- ppłk Marian Kaźmierczak – 1979–1981
- ppłk Julian Sitek – 1981–1983
- mjr Ryszard Żuk – 1983–1986
- ppłk Kazimierz Żelaśkiewicz – 1986–1991
- ppłk Michał Janda – 1991–1993
- ppłk Marek Wilkosz – 1993–1996
- mjr Mieczysław Jeweczko – 1996–1999

## Podległość
- 13 Dywizja Artylerii Obrony Powietrznej Kraju im. Powstańców Śląskich – 1962–1967
- 1 Dywizja Artylerii Przeciwlotniczej Obrony Powietrznej Kraju im. Powstańców Śląskich – 1967–1988
- 1 Brygada Rakietowa Obrony Powietrznej Kraju – 1988–1991
- 1 Brygada Rakietowa Obrony Powietrznej – 1991–1999